# Malta (Montana)
Malta (assiniboine: Iyúkšą tiʾóda, Oyúwąga, Oʾíyuweǧe, Wakpá įyúkšą) és una població dels Estats Units a l'estat de Montana. Segons el cens del 2010 tenia 1997. Segons el cens del 2000, Malta tenia 2.120 habitants, 907 habitatges, i 565 famílies.
Malta va rebre el nom de l'illa mediterrània de Malta per un funcionari de la companyia del Gran Ferrocarril del Nord, que va fer tornar un globus terrestre i el va frenar a l'atzar amb el dit. S'hi va obrir una oficina de correus el 1890. Quan es va crear el comtat de Phillips, Malta en va esdevenir la seu administrativa.